# Sharon Zukin
Sharon Zukin és una sociòloga nord-americana especialitzada en la vida urbana moderna. Els seus treballs d'investigació se centren en com les ciutats canvien a través dels fenòmens de desindustrialització, gentrificació i immigració. Zukin és professora de Sociologia al Brooklyn College i a la City University of New York (CUNY). Entre 2010 i 2011, també fou professora visitant a la Universitat d'Amsterdam. Autora, entre altres obres, de Loft Living: Culture and Capital in Urban Change (Johns Hopkins University Press, 1982), Landscapes of Power: From Detroit to Disney World (University of California Press, 1991), The Cultures of Cities (Blackwell, 1995) i Point of Purchase : How Shopping Changed American Culture (Routledge, 2004).
Zukin ha estat guardonada amb diversos premis, incloent el Jane Jacobs Urban Communication Award per Naked City, Urban Communication Foundation (2012); el Robert and Helen Lynd Award de la Community and Urban Sociology Section of the American Sociological Association per la seva carrera en el camp de la sociologia urbana (2007) i el C. Wright Mills Award de la Society for the Study of Social Problems per Landscapes of Power (1991).